# Michel van de Korput

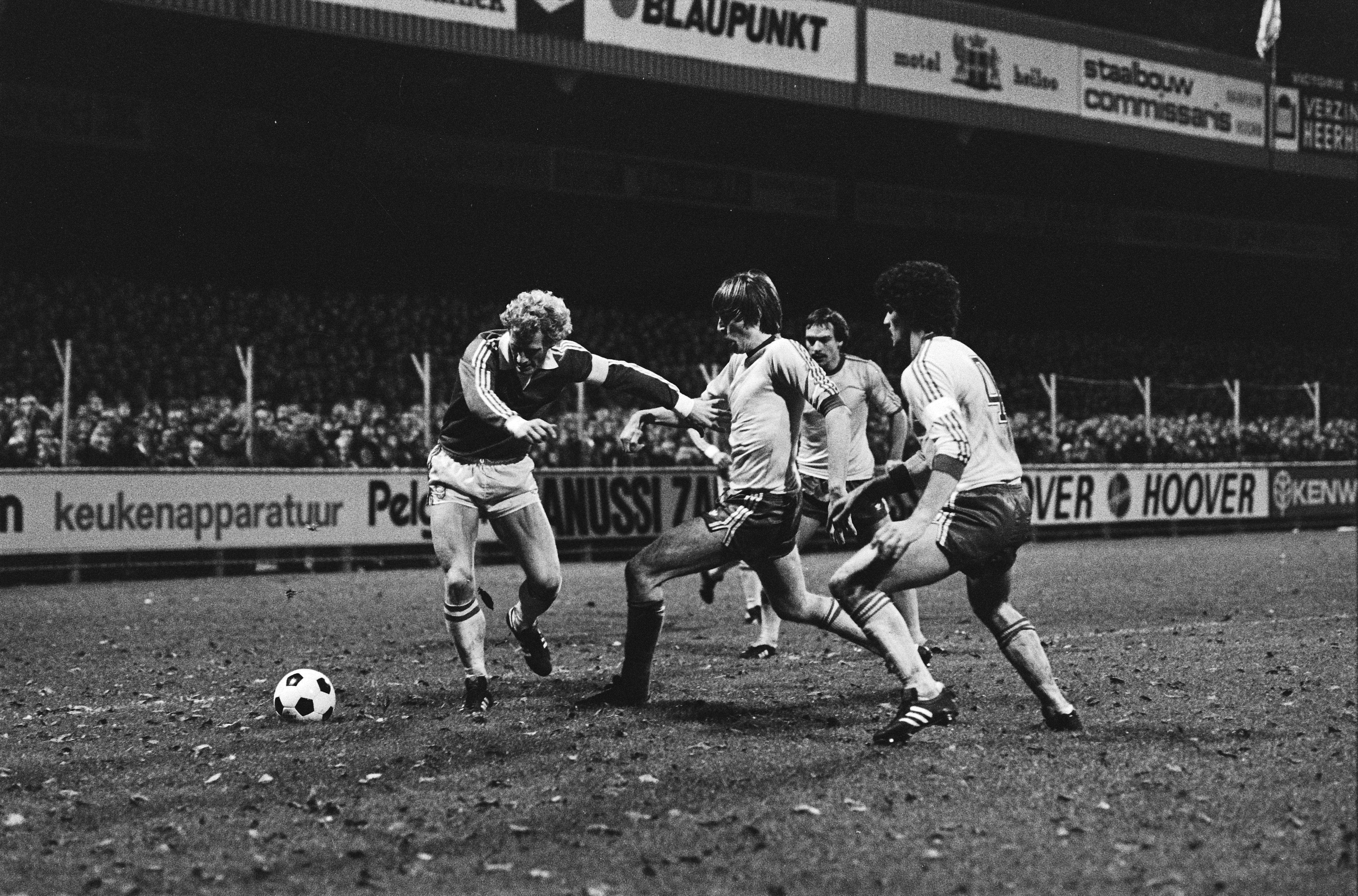
AZ'67-aanvaller Kees Kist en de Feyenoord-spelers Ivan Nielsen, Jan van Deinsen en Michel van de Korput tijdens AZ'67-Feyenoord 0-0 op 10 november 1979. Feyenoord eindigde als 4de in de eredivisie in het seizoen 1979/1980, achter Ajax, AZ'67 en PSV, maar won wel het KNVB Beker-toernooi.

Michaël Antonius Bernardus ("Michel") van de Korput (Wagenberg, 18 september 1956) is een voormalig Nederlands voetballer. De centrumverdediger kwam onder andere uit voor Feyenoord, Torino en het Nederlands elftal.

## Clubcarrière
Van de Korput speelde in zijn jeugd voor VCW uit het Brabantse Wagenberg. Op zijn vijftiende maakte hij de overstap naar de jeugd van Feyenoord. Tevens kwam hij in deze periode uit voor het Nederlands jeugdteam. Op 15 september 1974, kort voor zijn achttiende verjaardag, maakte hij zijn debuut in het eerste elftal van Feyenoord (Go Ahead Eagles-Feyenoord 0-6). Het zou bij die ene wedstrijd blijven dat seizoen 1974/75, en tot enkele invalbeurten in de eerste competitiehelft van seizoen 1975/76 (herfst 1975), maar vanaf de tweede seizoenhelft in het seizoen 1975/76, vanaf februari 1976, veroverde Van de Korput een vaste plek. Tot half 1980 speelde hij voor Feyenoord 134 competitieduels, waarin hij twee keer scoorde. In het seizoen 1979/80 won hij met Feyenoord de KNVB Beker, door Ajax in de finale met 3-1 te verslaan, met teamgenoten als Joop Hiele, Ben Wijnstekers, André Stafleu, René Notten, Karel Bouwens, Petur Petursson, Carlo de Leeuw en Richard Budding.
Zijn zaakwaarnemer Cor Coster had inmiddels een overgang geregeld naar Torino, voor een transfersom van 1,5 miljoen gulden. Hij speelde drie seizoenen in Italië. Vanwege heimwee van zijn echtgenote keerde hij half 1983 terug naar Feyenoord. Hij werd aanvankelijk door Torino verhuurd en in 1984 definitief overgedaan aan Feyenoord. In het eerste seizoen na zijn terugkeer werd hij in een elftal met Johan Cruijff en Ruud Gullit landskampioen en bekerwinnaar.
In de zomer van 1985 verliet Van de Korput Feyenoord voor een nieuw buitenlands avontuur bij 1. FC Köln. Aan het einde van zijn eerste seizoen in Duitsland liep hij een achillespeesblessure op, waarna hij lange tijd aan de kant stond. Vanaf 1987 speelde hij nog vier seizoenen in België, bij achtereenvolgens Germinal Ekeren en Cappellen. In 1991 beëindigde hij zijn voetballoopbaan.

## Nederlands elftal
In 1979 maakte Van de Korput zijn debuut in het Nederlands elftal. Op 26 september 1979 viel hij in een vriendschappelijke wedstrijd tegen België in voor Hugo Hovenkamp. Twee maanden later stond hij in de basis van de EK-kwalificatiewedstrijd tegen de DDR. Door een 2-0-achterstand om te buigen naar een 2-3 uit-overwinning wist Nederland zich via deze wedstrijd te kwalificeren voor het Europees kampioenschap voetbal 1980. Van de Korput speelde de drie wedstrijden op dit kampioenschap, maar wist zich met Nederland net niet te kwalificeren voor de tweede ronde (1-0 zege op Griekenland, 3-2 nederlaag tegen West-Duitsland, 1-1 gelijkspel tegen Tsjecho-Slowakije; totaal doelsaldo 0 (4-4)). In 87e minuut van de laatste wedstrijd van dat toernooi werd een doelpunt van Van de Korput (kopbal) afgekeurd wegens buitenspel. Op televisiebeelden is niet te zien dat dit terecht was. Door dit afgekeurde doelpunt plaatste het Nederlands elftal zich niet voor de strijd om de derde plaats.
Onder bondscoach Kees Rijvers had hij een basisplaats in het Nederlands elftal. Hij raakte vanaf 1983 echter uit beeld, mede door de opkomst van jonge spelers als Ruud Gullit, Frank Rijkaard en Ronald Koeman. In 1985 werd hij opnieuw geselecteerd en speelde hij zijn vier laatste interlands, wat zijn totaal op 23 bracht.

## Erelijst
Feyenoord
- Landskampioen

1984
- KNVB Beker

1980, 1984